# Бартлет (Небраска)
Бартлет (енгл. Bartlett) град је у америчкој савезној држави Небраска.

## Демографија
По попису из 2010. године број становника је 117, што је 11 (-8,6%) становника мање него 2000. године.
| Група             | 2000.        | 2010.        |
| Белци             | 128 (100,0%) | 117 (100,0%) |
| Афроамериканци    | 0 (0,0%)     | 0 (0,0%)     |
| Азијати           | 0 (0,0%)     | 0 (0,0%)     |
| Хиспаноамериканци | 0 (0,0%)     | 0 (0,0%)     |
| Укупно            | 128          | 117          |